# Der Schuss im Park
Der Schuss im Park ist der Titel einer 1939 publizierten Novelle von Gerhart Hauptmann. Erzählt wird die Geschichte des Barons Degenhard, der in einem Doppelleben mit einer afrikanischen und einer deutschen Frau verheiratet ist.

## Inhalt

### Besuch bei Onkel Adolf (Kap. I)
Der Erzähler, der etwa 30-jährige Konrad, kommt eines Tages, Ende September, auf die Idee, nach 20 Jahren wieder einmal seinen Onkel Adolf in Jauer zu besuchen. Der Forstmann ist seit einem Jahr im Ruhestand und beschäftigt sich vorwiegend mit seinem Hobby, dem Sammeln von Pflanzen in seinem Herbarium. Er lebt zusammen mit seiner seit 30 Jahren gelähmten Frau Ida von der Gesellschaft zurückgezogen in seiner Wohnung am Markt und korrespondiert mit Botanikern in der ganzen Welt. In der Familie gilt er als Original mit Humor und großem Appetit, das gerne phantasievoll von seinen Erlebnissen erzählt. Auch Konrad gegenüber zeigt er sich als Epikureer mit kulinarischer Daseinsfreunde und überschäumender Kraft.
Nach seiner Ankunft gegen elf Uhr und der freudigen Begrüßung mit einigen Flaschen Wein begleitet Konrad den Onkel auf seinem Morgenspaziergang durch die Stadt und über den Friedhof (Kap. I). Zwischen den Gräbern präsentiert sich der Onkel trotz seiner Atemnot als großer Fabulant über seine abenteuerliche Vergangenheit. Bei seinen unterhaltsamen Schilderungen über sein Schießtalent und Jägerglück, seine Trinkfestigkeit und Esslust, seine Beliebtheit bei den schönen, „fuchsteufelswilden Mädels und Weibern“ scheint er es mit der Wahrheit nicht so genau zu nehmen und nicht nur die rasante, halsbrecherische Kutschfahrt über die ungarische Puszta mit der Zigeunerromantik erinnert an Lügengeschichten Münchhausens. Dabei kommt es Konrad als unwirklich vor, dass der lebenslustige 71-jährige, wie man sich in der Familie erzählt, todkrank ist und nur noch anderthalb Monate zu leben hat. Auf ihrem Weg zurück zum Haus begegnet ihnen die Baronin Weilern, und dies ist für den Onkel der Anlass dafür, nach dem Mittagessen ihre Geschichte zu erzählen (Kap II und III).

### Afrika-Expedition
Wie ein Rhapsode setzt der Onkel nach der Mahlzeit seine Erinnerungen als Leibjäger, Adjutant, Kammerdiener und Reisemarschall des Grafen van der Diemen durch Europa mit Episoden aus dem exotischen Afrika fort. Klischeehaft charakterisiert er die europäischen Großwildjäger mit ihrer Lebensführung einer Herrenwelt. Diemen kann sich eine Expedition mit 100 eingeborenen Trägern und einigen Lasttieren leisten, „so dass [ihre] Versorgung mit Konserven und allerhand Genussmitteln nichts zu wünschen übrig [lässt].“. In diesen Rahmen passt der Auftritt Baron Degenhards, den sie während einer Rast kennen lernen. Der Weltenbummler und Abenteurer, der etwa fünf Erbgüter verjubelt und in der Spielbank von Monte Carlo sein Vermögen verspielt hat, unterhält die Safari-Freunde mit der Schilderung seiner Russlandreise. In Afrika studiert er die Lebensweise der Eingeborenen und versteht sogar ihre Sprache Kisuaheli. Plötzlich kommt es zu einem spektakulären Auftritt: Ein nahezu schwarzes Mädchen, ein „Mischblut“, wirft sich panthergeschmeidig vor seine Füße und umklammert seine Knie. Bevor er die Afrikanerin wegführt, bezeichnet Degenhard sie dem Grafen gegenüber „mit einem brutalen und leichtfertigen Ton“ als sein „kleines Spielzeug“. Er nenne die Kleine wegen ihrer Anhänglichkeit „Käthchen“, sie sei wirklich „ein schwarzes Käthchen von Heilbronn. Sie kleb[e] und man [könne] sie nicht loswerden.“

### Baroness Weilern (Kap. II)
Bei einigen Flaschen Wein geht der Onkel von der Afrika-Expedition zur damit zusammenhängenden Geschichte der Baronin Weilern über:
Nach der Rückkehr aus Afrika lernt Onkel Adolf die Baroness Heliodora Weilern kennen, als sein Graf um die schöne und begüterte Erbin der Herrschaft Konern wirbt. Der Onkel ist inzwischen nicht mehr Leibjäger, sondern Forstmeister und berät die Baroness als Fachmann der Land- und Forstwirtschaft. Als sie ihn über den Charakter, die Gesundheit und die Lebensart seines Dienstherrn befragt, gerät er in einen Loyalitätskonflikt. Obwohl er ihr einiges verschweigen muss, sieht sie ihn als Vertrauten an. Die Verbindung zwischen ihr und dem Grafen kommt nicht zustande, und als dieser zwei Jahre später stirbt, tritt der Onkel als Oberforstmeister in den Dienst des Fürsten P. und verwaltet dessen Güter an der polnischen Grenze. Dort erfährt er nach fünf Jahren von der Ehe der Baroness mit dem verarmten Alfons Degenhard, die sie gegen den Widerstand ihrer Verwandtschaft eingegangen ist. Bereits nach dem Tod ihres Vaters hat ein Onkel mit dem Argument der männlichen Erbfolge erfolglos einen Prozess gegen sie geführt, und seitdem ist ihr Verhältnis zur Familie belastet. Man hat über das Vorleben ihres Mannes nachgeforscht und sie erhielt Verleumdungsbriefe. Doch offenbar ist die Ehe glücklich und Degenhard kümmert sich um den Betrieb, umsorgt seine Frau und ist ein liebevoller Vater der drei 7, 6 und 5 Jahre alten Kinder.

### Baron Alfons Degenhard
In Kapitel II erzählt Onkel Adolf von seinem Aufenthalt auf Schloss Konern vor 20 Jahren, nachdem er von der Baronin eingeladen wurde, um sie bei der Bekämpfung einiger Forstschädlinge, Fichtenspanner und Nonnenraupen, zu beraten:
Zusammen mit einem fachkundigen Forstassessor reist er nach Schlesien. Im repräsentativen und großzügigen Schloss, einer „Insel feiner Kultur“, wird er von der Baronin herzlich empfangen und herrschaftlich untergebracht. Baron Degenhard kommt ihm sehr verändert vor: nicht mehr der spontane Plauderer, sondern der elegante, reservierte, vielleicht gehemmte Gutsherr. Zum Essen trifft man sich in kleiner Runde, und es entwickelt sich bei Wein eine lockere Unterhaltung. Man animiert den Onkel, von seinen Reisen zu erzählen. Als Gräfin Feldheim, eine Verwandte der Baronin, etwas „Pikantes von Afrika“ hören will, gibt der Generaldirektor der Verwaltung, Geheimrat Kranz, bekannt, „eine Art Negerin mit einem zwölfjährigen Sohn, der heller ist als sie“, mache die Gegend unsicher. Darauf begeht der Onkel in Weinlaune eine Taktlosigkeit und fordert Degenhart auf, ein afrikanisches Abenteuer vom Käthchen von Heilbronn zu erzählen. Der Baron reagiert kühl, hebt die Tafel auf und verabschiedet die Gäste auf den nächsten Tag. Kranz nimmt den Onkel mit in seine Dienstwohnung und erzählt ihm von den Veränderungen Degenhards in letzter Zeit und seinem Erbleichen bei der Nachricht von der Afrikanerin. Offenbar habe er einen wunden Punkt in seiner Vergangenheit. Neider seines Glücks, Onkel und Tante der Baronin seien auf der Suche danach. Plötzlich hören sie einen Schuss im Park. Kranz erklärt, der Baron habe Wächter eingestellt und schieße auch selbst auf mutmaßliche Eindringlinge, zwei seien schon verletzt worden.
Am nächsten Vormittag hat der Onkel ein Gespräch mit der Baronin. Sie gesteht ihm, nicht die Baumschädlinge seien der Grund ihrer Bitte um Beratung, sondern ihre Eheprobleme. Sie liebe ihren Mann und halte auch in schwerer Zeit zu ihm. Seit etwa anderthalb Jahren habe sie eine Veränderung seines Wesens festgestellt. Wahrscheinlich sei ein Problem aus seiner Vergangenheit, vielleicht ein dunkler Punkt aus Afrika, aufgetaucht, oder er leide an einer körperlich-seelischen Krankheit. In Verleumdungsbriefen habe man ihn einen Zuchthauskandidaten genannt. Sie bittet den Onkel, der ihren Mann aus Afrika kenne, mit ihm zu reden und das Problem herauszufinden, damit sie helfen könne, die Situation zu bewältigen.

### Die afrikanische Baronin (Kapitel III)
Am Nachmittag findet ein Bankett mit vielen Gästen im mit Jagdtrophäen geschmückten großen Saal statt. Onkel Adolf wird plötzlich von Generaldirektor Kranz aus der ausgelassen feiernden Festgesellschaft geholt und die beiden fahren gemeinsam mit Kreisarzt Talmüller und dem Amtsvorsteher des Ortes zu einem abgelegenen Gasthaus. Dorthin hat man eine morgens im Park aufgefundene, durch Schrotkugeln verletzte dunkelhäutige Frau gebracht. Der Onkel hat einige Kenntnisse in Englisch und Kisuaheli und soll bei ihrem Verhör helfen. Sie und ihr 12-jähriger Sohn Scipio, ein Junge von etwas hellerer Farbe mit europäischen Gesichtszügen, sind in einem erbarmungswürdigen Zustand: abgezehrt und unterernährt. Sie erklärt, durch die Schussverletzung fiebrig, mühsam mit kleinem Vokabular, sie sei die Tochter eines ostafrikanischen Großhändlers und Degenhards Frau. Als Beweis zeigt sie die von einem Missionar ausgestellte und von einer englischen Behörde abgestempelte Heiratsurkunde und etwa 20 Briefe Degenhards an „Baronin Degenhard“ in Daressalam, Ostafrika. Bibi, wie sie in den Briefen genannt wird, hat eine beschwerliche Reise mit einer Hamburger Dampferlinie hinter sich. Dann zog sie bettelnd und von Gelegenheitsarbeiten lebend übers Land nach Konern.
Während sich Kranz und Onkel Adolf nach der Rückkehr zum Schloss mit der Baronin beraten, reitet der Baron auf seinem nur ihm vorbehaltenen Leibpferd „Bibi“ davon und verschwindet spurlos. In einem kurzen Brief an seine Frau schreibt er, er werde nie mehr auftauchen und sie solle ihn vergessen. Die Baronin weiß schon von der angeschossenen Frau, neben der die Waffe ihres Mannes gefunden wurde, und besteht darauf, den Fall zum Schutz ihrer Familie vor der Öffentlichkeit und der Verwandtschaft geheim zu halten. Sie wolle die Schäden im Stillen bereinigen. Die Informanten versprechen zu schweigen und werden dafür belohnt: Talmüller wird Leibarzt der Familie und der Amtsvorsteher erhält ein lebenslanges Deputat aus Nahrungsmitteln. Für den Onkel und Kranz ist ihre Loyalität Ehrensache. Auch die private Geschichte löst die Baronin auf ihre Art: Bibi und ihr Sohn werden in einem Nebengebäude des Schlosses untergebracht und gesund gepflegt, und die beiden Ehefrauen leben in friedlicher Nachbarschaft. Nach etwa drei Jahren kehrt Bibi aus Heimweh nach Afrika zurück. Scipio wird bei Verwandten der Baronin in England erzogen.
Auf Konrads Frage erklärt ihm der Onkel Degenhards Flucht: „Er ist meiner Ansicht nach aus seiner schlesischen Ehe wie ein Wildpferd aus dem prunkenden Marstall gesprungen, in den man ihn eingeschlossen hatte und wo er Hafer und Heu und – Gott weiß – ad libitum zu essen bekam. Lebt der Baron, dann wiederum nur versteckt und ohne Namen in irgendeinem Teil von Afrika. Keinesfalls aber in einer unserer jüngst erworbenen Kolonien. Vielleicht im Süden, bei den Buren als Knecht oder in einem Kafferndorf unter Kaffern – möglicherweise auch irgendwo am Kongo versteckt.“
Ende November fährt Konrad wieder nach Jauer, diesmal zur Beerdigung des fürstlichen Oberforstmeisters (Kap. IV). Im Trauerzug sind neben der Familie die Honoratioren der Stadt und Ehrensalven schießende und Jagdhörner blasende Jäger. Als Konrad der Baronin am Grab gegenübersteht, hat er eine Erscheinung: über ihre linke Schulter blickt der Baron und über ihre rechte die Afrikanerin.

## Biographische Bezüge
Der Forstmeister spielt in seiner Vermutung über das weitere Schicksal Degenhards auf eine „jüngst erworbene“ Kolonie in Afrika an. Da Deutsch-Ostafrika in den 1890er Jahren unter deutsche Kolonialverwaltung kam, kann man den Besuch beim Onkel auf diese Zeit datieren. Auf dem Heimweg schiebt Konrad sein Fahrrad von Jauer bergan über Bolkenhain und Hirschberg nach Schreiberhau im Riesengebirge. Hier kauften der 30-jährige Autor und sein Bruder Carl 1891 ein Haus. Hauptmann ordnet jedoch nicht nur die Rahmenhandlung biographisch ein, auch thematisch gibt es entsprechende Bezüge: Hauptmanns Haltung zur Rassenfrage. Tempel führt als Belege zwei Beispiele an:
Als Hauptmann im Juli 1938, wohl aus Lust am Widerspruch, im privaten Kreis, wie Behl berichtet, „mit temperamentvoller Beharrlichkeit eine Lanze nach der anderen für die Idee der Rassenmischung brach und dem verblüfften Stanietz mit ernstester Miene auseinandersetzte, dass er sich seine Ehe mit einer Negerin durchaus vorstellen könne“, bereitete er seinen Zuhörern „einen köstlichen Spaß“.
Bereits zwei Jahre zuvor, am 31. August 1937, hat der Autor einen Reim mit Bezug auf die Nürnberger Gesetze in sein Tagebuch geschrieben: :
Atlantis. Zeitschrift. –

Wir kennen so viele weibliche Busen.

Aber nicht eine der neun Musen:

Wir machen Geschäfte, kombinieren

marienhafte Photographieen -

Negerinnen, die uns genieren -

trotz Nürnberg und Gott weiss, was Gott.

Ich jedenfalls bin ein Hottentott

## Rezeption
Als Vorlage für die Bigamie-Geschichte vermutet Lauterbach die Afrika-Reise Fürst Pückler-Muskaus 1837. Auf dem Sklavenmarkt in Kairo kaufte er die etwa 12-jährige Machbuba, die er als seine Mätresse mit nach Muskau auf sein Lausitzer Schloss nahm. Zur Entstehungszeit der Novelle gab es zwei Publikationen über diesen historischen Fall.
„Der Schuss im Park“ war beim Publikum erfolgreich, doch die Literaturkritik der NS-Zeit reagierte mit Befremden auf die Variante des Graf von Gleichen-Motivs und diffamierte die Novelle als „rassenschänderisch“. Für eine Neuauflage sollen die Behörden das Druckpapier verweigert haben.
Der Autor muss bei seiner Publikation diese Reaktion in Kauf genommen haben. Nach Lauterbach wird zwar „allgemein angenommen, dass Hauptmann die Novelle nicht in bewusster Opposition gegen Hitlers Rassengesetze geschrieben habe. Dennoch sollte man die Ironie und Schalklust nicht übersehen, die ihn hier wie so oft gereizt haben mochte, gängigen Auffassungen auf seine Weise entgegenzuwirken.“ Auffällig ist, dass der Autor den Onkel mit dem Namen „Adolf“ die Flucht des Barons aus dem Schloss in ein „Kafferndorf“ als Befreiung erklären lässt und diesen das Sprichwort „Herrendienst – Narrendienst“ zitieren lässt. Andererseits könnte Hauptmann seine Positionierung durch die Rahmentechnik versteckt haben: Die Geschichte der Afrikanerin aus der zeitlich weit zurückliegenden Kolonialzeit und dem deutschen Kleinadel wird mehrfach erzählerisch überlagert: Der Erzähler gibt die Darstellung des fabulierlustigen Onkels wieder, der die Ereignisse selbst nicht unmittelbar erlebt hat, sondern sie aus den Berichten des Amtsvorstehers sowie den Schilderungen der Afrikanerin und der Baronin zusammensetzt. Lauterbach sieht in der Diskrepanz zwischen der Sphäre des äußeren Lebensgenusses und der auf ihrer mühsamen Reise zum Vater ihres Sohnes ausgemergelten Afrikanerin eine Parteinahme für die Opfer. Er bewertet diesen „barocken Rahmen“ als „Kunstmittel“ um „die Charakter-Mutation des Barons in seinem Versuch, sich von der Schuld gegenüber dem schwarzen Käthchen von Heilbronn zu befreien.“